# صفة (سمعان)
صفة  قرية سوريّة تتبع إداريّاً لمحافظة حلب منطقة جبل سمعان ناحية حريتان، بلغ تعداد سكانها 442 نسمة حسب التعداد السكاني لعام 2004.